# Patrick Kessler
Patrick Kessler (* 1967 in Schaffhausen) ist ein Schweizer Jazz- und Improvisationsmusiker (Kontrabass, Komposition) und Klangkünstler.

## Leben und Wirken
Kessler absolvierte ein klassisches Kontrabass-Studium bei Francisco Obieta am Vorarlberger Landeskonservatorium in Feldkirch. Zusätzlich nahm er Jazzunterricht bei Hämi Hämmerli und Rolf Aberer und besuchte eine Masterclass bei Ron Carter in New York.
Kessler lebt und arbeitet in Gais AR. Er gehörte zum Duša Orchestra um den Akkordeonisten Goran Kovacević, mit dem seit 2004 mehrere Alben entstanden, und mit Michael Neff, Reto Suhner, Fabian Müller, Gabriela Krapf, Remo Signer und Urs Klauser zur Original Appenzeller Jazzkapelle (gleichnamige CD 2014). 2019 gründete er sein Chuchchepati Orchestra, in dem er mit wechselnden Besetzungen, zu denen Musiker wie Dieb13, Billy Roisz und Julian Sartorius gehörten, und zunächst acht Lautsprechern auftrat (mittlerweile sind es 32 historische Lautsprecher) und bisher zwei Alben einspielte. Er gab Konzerte in Europa, den USA und Asien und schuf Kompositionen für Film, Tanz und Theater sowie Klanginstallationen. Mit seinem Instrument bewegt er sich an der Grenze zur performativen Kunst und wirkt zwischen Installation, Komposition und Improvisation. Oft ergänzt er seine Realisationen mit elektronischen Elementen, analogen Soundcollagen und visuellen Mitteln zu „aufwendig angelegten“ Klanginstallationen.
Kessler lehrt zudem an der Musikschule Herisau.

## Werkbeiträge und Auszeichnungen
Kessler erhielt 2004 und 2016 Werkbeiträge der Appenzellischen Kulturstiftung. 2020 wurde er mit dem Förderpreis der Internationalen Bodensee-Konferenz ausgezeichnet. Ein Werkbeitrag der Schweizer Kulturstiftung Pro Helvetia kam ihm 2021 zu, 2023 der Förderpreis der Stadt St. Gallen.